# IDM-Saison 2021
Bei der Internationalen Deutschen Motorradmeisterschaft 2021 wurden Titel in den Klassen IDM Superbike, IDM Supersport 600, IDM Supersport 300 und IDM Sidecar vergeben.

## Allgemeines
- Die Saison konnte auf Grund der Corona-Pandemie nicht wie ursprünglich geplant durchgeführt werden. Der Saisonauftakt am Lausitzring sowie das zweite Event am Sachsenring mussten abgesagt werden.[1][2]
- Als Folge des Hochwassers im Juli 2021, bei dem auch der Landkreis Ahrweiler stark betroffen war, wurde die Veranstaltung auf dem Nürburgring kurzfristig abgesagt. Teile der Rennstrecke dienten als zentraler Ort der Notfallversorgung.[3]

## Punkteverteilung
Meister wurde derjenige Fahrer beziehungsweise der Hersteller, der bis zum Saisonende die meisten Punkte erzielt hatte. Bei der Punkteverteilung wurden die Platzierungen im Gesamtergebnis des jeweiligen Rennens berücksichtigt. Die fünfzehn erstplatzierten Fahrer jedes Rennens erhielten Punkte nach folgendem Schema:
| Punkteverteilung | Punkteverteilung | Punkteverteilung | Punkteverteilung | Punkteverteilung | Punkteverteilung | Punkteverteilung | Punkteverteilung | Punkteverteilung | Punkteverteilung | Punkteverteilung | Punkteverteilung | Punkteverteilung | Punkteverteilung | Punkteverteilung | Punkteverteilung |
| ---------------- | ---------------- | ---------------- | ---------------- | ---------------- | ---------------- | ---------------- | ---------------- | ---------------- | ---------------- | ---------------- | ---------------- | ---------------- | ---------------- | ---------------- | ---------------- |
| Platz            | 1                | 2                | 3                | 4                | 5                | 6                | 7                | 8                | 9                | 10               | 11               | 12               | 13               | 14               | 15               |
| Punkte           | 25               | 20               | 16               | 13               | 11               | 10               | 9                | 8                | 7                | 6                | 5                | 4                | 3                | 2                | 1                |

In die Wertung kamen alle erzielten Punkte.

## Superbike 1000

### Wissenswertes
- Die Startaufstellung für das zweite Rennen wird ab Position 10 vom Zeittraining bestimmt. Die ersten neun Plätze werden durch das Ergebnis aus dem ersten Rennen bestimmt. In der dritten Startreihe stehen die drei erstplatzierten Fahrer. Die Plätze 1 und 3 werden getauscht. In der zweiten Startreihe stehen die Fahrer auf den Plätzen 7, 8 und 9. Die erste Reihe wird aus den Fahrern der Plätze 4, 5 und 6 gebildet.
- Bereits vor dem Finale am Hockenheimring stand Illja Mychaltschyk als Superbike-Champion fest, nachdem sich der Franzose Valentin Debise bei einem Lauf zur Supersport-Weltmeisterschaft verletzt hatte und er der einzige war, der den Ukrainer noch von seinem dritten Titel in der IDM Superbike hätte abhalten können.[4]

### Rennergebnisse
| Nr. | Datum  | Rennen         | Pole-Position       | Lauf | Platz 1             | Platz 2             | Platz 3            | Schn. Rennrunde     | Gesamtführung      | Gesamtführung |
| Nr. | Datum  | Rennen         | Pole-Position       | Lauf | Platz 1             | Platz 2             | Platz 3            | Schn. Rennrunde     | Fahrer             | Konstrukteur  |
| --- | ------ | -------------- | ------------------- | ---- | ------------------- | ------------------- | ------------------ | ------------------- | ------------------ | ------------- |
| 1   | 23.05. | Oschersleben   | Florian Alt         | 1    | Marc Moser          | Dominic Schmitter   | Bastien Mackels    | Marc Moser          | Marc Moser         | Yamaha        |
| 1   | 23.05. | Oschersleben   | Florian Alt         | 2    | Illja Mychaltschyk  | Luca Grünwald       | Wladimir Leonow    | Illja Mychaltschyk  | Illja Mychaltschyk | Yamaha        |
| 2   | 13.06. | Most           | Marc Moser          | 1    | Dominic Schmitter   | Valentin Debise     | Bastien Mackels    | Bastien Mackels     | Dominic Schmitter  | Yamaha        |
| 2   | 13.06. | Most           | Marc Moser          | 2    | Valentin Debise     | Dominic Schmitter   | Luca Grünwald      | Bastien Mackels     | Dominic Schmitter  | Yamaha        |
| 3   | 25.07. | Schleiz        | Markus Reiterberger | 1    | Illja Mychaltschyk  | Markus Reiterberger | Bastien Mackels    | Illja Mychaltschyk  | Dominic Schmitter  | Yamaha        |
| 3   | 25.07. | Schleiz        | Markus Reiterberger | 2    | Markus Reiterberger | Illja Mychaltschyk  | Florian Alt        | Markus Reiterberger | Dominic Schmitter  | BMW           |
| 4   | 15.08. | Assen          | Illja Mychaltschyk  | 1    | Illja Mychaltschyk  | Florian Alt         | Valentin Debise    | Illja Mychaltschyk  | Illja Mychaltschyk | BMW           |
| 4   | 15.08. | Assen          | Illja Mychaltschyk  | 2    | Illja Mychaltschyk  | Luca Grünwald       | Marc Moser         | Illja Mychaltschyk  | Illja Mychaltschyk | BMW           |
| 5   | 29.08. | Red Bull Ring  | Florian Alt         | 1    | Florian Alt         | Markus Reiterberger | Illja Mychaltschyk | Markus Reiterberger | Illja Mychaltschyk | BMW           |
| 5   | 29.08. | Red Bull Ring  | Florian Alt         | 2    | Florian Alt         | Illja Mychaltschyk  | Luca Grünwald      | Illja Mychaltschyk  | Illja Mychaltschyk | BMW           |
| 6   | 26.09. | Hockenheimring | Florian Alt         | 1    | Markus Reiterberger | Florian Alt         | Wladimir Leonow    | Markus Reiterberger | Illja Mychaltschyk | BMW           |
| 6   | 26.09. | Hockenheimring | Florian Alt         | 2    | Markus Reiterberger | Luca Grünwald       | Wladimir Leonow    | Florian Alt         | Illja Mychaltschyk | BMW           |

### Fahrerwertung
| Pos. | Fahrer                 | Motorrad           | Rennstall                              | OSC | OSC | MOS | MOS | SCH | SCH | NED | NED | RBR | RBR | HOC | HOC | Gesamt |
| Pos. | Fahrer                 | Motorrad           | Rennstall                              | L1  | L2  | L1  | L2  | L1  | L2  | L1  | L2  | L1  | L2  | L1  | L2  | Gesamt |
| ---- | ---------------------- | ------------------ | -------------------------------------- | --- | --- | --- | --- | --- | --- | --- | --- | --- | --- | --- | --- | ------ |
| 1    | Illja Mychaltschyk     | BMW M 1000 RR      | EGS-alpha-Van Zon-BMW                  | 7   | 1   |     |     | 1   | 2   | 1   | 1   | 3   | 2   | DNF | 5   | 176    |
| 2    | Florian Alt            | BMW M 1000 RR      | Wilbers-BMW-Racing                     | 13  | DNF |     |     | 4   | 3   | 2   | 6   | 1   | 1   | 2   | 4   | 145    |
| 3    | Luca Grünwald          | BMW S 1000 RR      | Kiefer Racing                          | 11  | 2   | DSQ | 3   | 7   | 5   | 6   | 2   | 12  | 3   | 4   | 2   | 144    |
| 4    | Wladimir Leonow        | Yamaha YZF-R 1     | Hertrampf MO Yamaha Racing             | 6   | 3   | 4   | 5   | 8   | 6   | 11  | 4   | 6   | 6   | 3   | 3   | 138    |
| 5    | Valentin Debise        | Kawasaki ZX-10RR   | Kawasaki Weber Motos Racing            | 8   | 9   | 2   | 1   | 10  | 9   | 3   | 8   | 4   | 4   | INJ | INJ | 125    |
| 6    | Markus Reiterberger    | BMW S 1000 RR      | BCC Racing Team                        |     |     |     |     | 2   | 1   |     |     | 2   | 15  | 1   | 1   | 117    |
| 7    | Bastien Mackels        | Yamaha YZF-R 1     | SWPN                                   | 3   | 4   | 3   | 4   | 3   | DNF | 4   | 10  | 9   | 7   | INJ | INJ | 109    |
| 8    | Julian Puffe           | BMW M 1000 RR      | GERT56                                 | 4   | 8   | 7   | 8   | 5   | 4   | 7   | DNF | 7   | DNF | 5   | 6   | 101    |
| 9    | Marc Moser             | Yamaha YZF-R 1     | Bonovo Action by MGM Racing            | 1   | DNF | DNF | 6   | 11  | 8   | 10  | 3   | 13  | 11  | 7   | 9   | 94     |
| 10   | Dominic Schmitter      | Yamaha YZF-R 1     | HESS Racing                            | 2   | 5   | 1   | 2   | 12  | 11  | DNS | DNS | INJ | INJ | INJ | INJ | 85     |
| 11   | Alessandro Polita      | Honda CBR 1000RR-R | Holzhauer Racing Promotion             | 5   | 6   | 6   | 9   | 6   | 7   | 8   | 7   | INJ | INJ | INJ | INJ | 74     |
| 12   | Nico Thöni             | Kawasaki ZX-10RR   | Kawasaki Weber Motos Racing            | 7   | DNF | 8   | 10  | 15  | 15  | 9   | 9   | 8   | 9   | 6   | 8   | 70     |
| 13   | Toni Finsterbusch      | BMW M 1000 RR      | GERT56                                 |     |     |     |     | DNF | 13  | 5   | 5   | 5   | 5   | DNF | DNF | 47     |
| 14   | Jahn Mohr              | BMW M 1000 RR      | EGS-alpha-Van Zon-BMW                  | 19  | 15  | 11  | 15  | 9   | 10  | 15  | 12  | 18  | 8   | DNF | 7   | 44     |
| 15   | Philipp Steinmayr      | Yamaha YZF-R 1     | Bonovo Action by MGM Racing            | 10  | DNF | 5   | 7   | 16  | 14  | DNS | DNF | 10  | 10  | DNF | DNS | 40     |
| 16   | Pepijn Bijsterbosch    | BMW M 1000 RR      | EGS-alpha-Van Zon-BMW                  | 14  | 10  | DNF | 13  | 13  | DNF | 13  | 13  | 11  | 12  | DNF | 11  | 35     |
| 17   | Kamil Krzemień         | BMW M 1000 RR      | LRP Poland                             | 15  | 9   |     |     |     |     | 14  | 11  | 14  | 14  | DNF | 10  | 27     |
| 18   | Marco Fetz             | BMW S 1000 RR      | Wilbers-BMW-Racing                     | 17  | 11  | 10  | 12  | 14  | 12  | INJ | INJ |     |     |     |     | 21     |
| 19   | Leon Langstädtler      | BMW S 1000 RR      | F73 Academy / Werk2 Racing Team by MCA | 18  | 14  | 14  | 16  | DNF | 17  | 16  | 14  | 21  | DNF | 8   | 12  | 19     |
| 20   | Max Schmidt            | Yamaha YZF-R 1     | Bonovo Action by MGM Racing            | 12  | 12  | 13  | DNF | 20  | 18  | 18  | 16  | DNF | DNF | 9   | 17  | 18     |
| 21   | Marc Neumann           | BMW M 1000 RR      | Neumann Racing                         | 16  | 13  | 12  | 14  | 17  | 16  | 17  | 15  | 20  | 20  | 11  | 14  | 17     |
| 22   | Ricardo Brink          | BMW S 1000 RR      |                                        | DNS | DNS | 9   | 11  |     |     | INJ | INJ |     |     |     |     | 12     |
| 23   | Christof Höfer         | BMW S 1000 RR      | F73 Academy / Werk2 Racing Team by MCA |     |     |     |     |     |     | 19  | 18  | 25  | 21  | 10  | 13  | 9      |
| 24   | Tim Eby                | BMW S 1000 RR      | EGS-alpha-Van Zon-BMW                  | 20  | 16  | 15  | 18  | 18  | 19  | DNS | 17  | 26  | 19  |     |     | 2      |
| 25   | Björn Stuppi           | BMW S 1000 RR      | Kiefer Racing                          | 21  | DNF | 16  | 17  | 19  | DNF | DNF | DNF | 23  | 22  | DNS | 15  | 1      |
| 26   | Bartlomiej Lewandowski | BMW M 1000 RR      | LRP Poland                             | DNS | DNS |     |     |     |     | 20  | DNF | 28  | 26  |     |     | 0      |
| 27   | Danny Van Der Sluis    | BMW S 1000 RR      |                                        |     |     |     |     |     |     | 12  | DNF |     |     |     |     | 0      |
| 28   | Jan Bühn               | Honda CBR 1000RR-R |                                        |     |     |     |     |     |     |     |     | 15  | 13  |     |     | 0      |
| 29   | Geri Gesslbauer        | Honda CBR 1000RR-R |                                        |     |     |     |     |     |     |     |     | 17  | 16  |     |     | 0      |
| 30   | Kevin Sieder           | Kawasaki ZX-10RR   |                                        |     |     |     |     |     |     |     |     | 16  | DNF |     |     | 0      |
| 31   | Sandro Wagner          | BMW S 1000 RR      |                                        |     |     |     |     |     |     |     |     | 19  | 17  |     |     | 0      |
| 32   | Frank Nieman           | Yamaha YZF-R 1     |                                        | DNF | 17  |     |     |     |     |     |     |     |     |     |     | 0      |
| 33   | Daniel Kartheininger   | Ducati Panigale V4 |                                        |     |     |     |     |     |     | NC  | DNF | DNF | 18  |     |     | 0      |
| 35   | Harald Huber           | Ducati Panigale V4 |                                        |     |     |     |     |     |     |     |     | 22  | 23  |     |     | 0      |
| 35   | Jan Schmidt            | BMW S 1000 RR      |                                        |     |     |     |     |     |     |     |     | DNF | 24  |     |     | 0      |
| 36   | Julian Trummer         | Yamaha YZF-R 1     |                                        |     |     |     |     |     |     |     |     | 24  | DNF |     |     | 0      |
| 37   | Thomas Hainthaler      | Yamaha YZF-R 1     |                                        |     |     |     |     |     |     |     |     | 27  | 25  |     |     | 0      |

| Farbe         | Bedeutung                               |
| ------------- | --------------------------------------- |
| Gold          | Sieger                                  |
| Silber        | 2. Platz                                |
| Bronze        | 3. Platz                                |
| Grün          | Platzierung in den Punkten              |
| Blau          | Klassifiziert außerhalb der Punkteränge |
| Violett       | Rennen nicht beendet (DNF)              |
| Violett       | nicht klassifiziert (NC)                |
| Rot           | nicht qualifiziert (DNQ)                |
| Schwarz       | disqualifiziert (DSQ)                   |
| Weiß          | nicht am Start (DNS)                    |
| Weiß          | zurückgezogen (WD)                      |
| Weiß          | Rennen abgesagt (C)                     |
| ohne Farbe    | nicht am Training teilgenommen (DNP)    |
| ohne Farbe    | verletzt oder krank (INJ)               |
| ohne Farbe    | ausgeschlossen (EX)                     |
| ohne Farbe    | nicht erschienen (DNA)                  |
| fett          | Pole-Position                           |
| kursiv        | Schnellste Rennrunde                    |
| unterstrichen | WM-Führung                              |
| hochgestellt  | Platzierung im Sprintrennen             |

### Konstrukteurswertung
(Stand: 14. September 2021)
| 1 | BMW      | 402 |
| 2 | Yamaha   | 249 |
| 3 | Kawasaki | 177 |
| 4 | Honda    | 74  |

## Supersport 600

### Wissenswertes
- Kawasaki-Pilot Valentin Debise trat 2021 in zwei Klassen in der IDM an. Neben der Superbike-Klasse fährt der Franzose auch in der 600er-Supersport-Kategorie für das Team Weber Motos.
- Bereits vor dem Finale am Hockenheimring stand Patrick Hobelsberger als Supersport 600-Champion feste, nachdem sich der Franzose Debise bei einem Lauf zur Supersport-Weltmeisterschaft verletzt hatte und er der einzige war, der den Niederbayern noch vom Titel abhalten konnte.[4]

### Rennergebnisse
|   | Datum  | Strecke        | Pole-Position        | Lauf | Platz 1              | Platz 2              | Platz 3              | Schn. Rennrunde      | Gesamtführung        |
| - | ------ | -------------- | -------------------- | ---- | -------------------- | -------------------- | -------------------- | -------------------- | -------------------- |
| 1 | 22.05. | Oschersleben   | Patrick Hobelsberger | 1    | Valentin Debise      | Patrick Hobelsberger | Marcel Brenner       | Valentin Debise      | Valentin Debise      |
| 1 | 23.05. | Oschersleben   | Patrick Hobelsberger | 2    | Valentin Debise      | Rob Hartog           | Dino Iozzo           | Joep Overbeeke       | Valentin Debise      |
| 2 | 12.06. | Most           | Patrick Hobelsberger | 1    | Patrick Hobelsberger | Thomas Gradinger     | Marcel Brenner       | Patrick Hobelsberger | Valentin Debise      |
| 2 | 13.06. | Most           | Patrick Hobelsberger | 2    | Patrick Hobelsberger | Martin Vugrinec      | Max Enderlein        | Patrick Hobelsberger | Patrick Hobelsberger |
| 3 | 24.07. | Schleiz        | Max Enderlein        | 1    | Patrick Hobelsberger | Max Enderlein        | Glenn van Straalen   | Patrick Hobelsberger | Patrick Hobelsberger |
| 3 | 25.07. | Schleiz        | Max Enderlein        | 2    | Patrick Hobelsberger | Max Enderlein        | Kevin Wahr           | Patrick Hobelsberger | Patrick Hobelsberger |
| 4 | 14.08. | Assen          | Glenn van Straalen   | 1    | Glenn van Straalen   | Sander Kroeze        | Patrick Hobelsberger | Glenn van Straalen   | Patrick Hobelsberger |
| 4 | 15.08. | Assen          | Glenn van Straalen   | 2    | Glenn van Straalen   | Valentin Debise      | Patrick Hobelsberger | Valentin Debise      | Patrick Hobelsberger |
| 5 | 28.08. | Red Bull Ring  | Patrick Hobelsberger | 1    | Valentin Debise      | Kevin Wahr           | Thomas Gradinger     | Rob Hartog           | Patrick Hobelsberger |
| 5 | 29.08. | Red Bull Ring  | Patrick Hobelsberger | 2    | Patrick Hobelsberger | Valentin Debise      | Thomas Gradinger     | Valentin Debise      | Patrick Hobelsberger |
| 6 | 25.09. | Hockenheimring | Patrick Hobelsberger | 1    | Patrick Hobelsberger | Kevin Wahr           | Thomas Gradinger     | Thomas Gradinger     | Patrick Hobelsberger |
| 6 | 26.09. | Hockenheimring | Patrick Hobelsberger | 2    | Patrick Hobelsberger | Thomas Gradinger     | Kevin Wahr           | Patrick Hobelsberger | Patrick Hobelsberger |

### Fahrerwertung
(Stand: Saisonende 2021)
| 1  | Patrick Hobelsberger | Yamaha YZF-R6  | Bonovo Action by MGM Racing                | 250 |
| 2  | Valentin Debise      | Kawasaki ZX-6R | Kawasaki Weber Motos Racing                | 174 |
| 3  | Glenn van Straalen   | Kawasaki ZX-6R | NIWA Racing                                | 119 |
| 4  | Max Enderlein        | Yamaha YZF-R6  | M32 Racing Team                            | 118 |
| 5  | Kevin Wahr           | Yamaha YZF-R6  |                                            | 111 |
| 6  | Rob Hartog           | Kawasaki ZX-6R | Füsport – RT Motorsports by SKM – Kawasaki | 105 |
| 7  | Christoph Beinlich   | Yamaha YZF-R6  | Roto-Store BRT                             | 99  |
| 8  | Thomas Gradinger     | Yamaha YZF-R6  |                                            | 97  |
| 9  | Jan-Ole Jähnig       | Yamaha YZF-R6  | M32 Racing Team                            | 85  |
| 10 | Andreas Kofler       | Kawasaki ZX-6R | Kawasaki Schnock Team Motorex              | 80  |
| 11 | Martin Vugrinec      | Yamaha YZF-R6  | ferQUEST – Unior Racing Team               | 57  |
| 12 | Dino Iozzo           | Kawasaki ZX-6R | Füsport – RT Motorsports by SKM – Kawasaki | 52  |
| 13 | Melvin van der Voort | Yamaha YZF-R6  |                                            | 52  |
| 14 | Damien Raemy         | Yamaha YZF-R6  |                                            | 40  |
| 15 | Marcel Brenner       | Yamaha YZF-R6  |                                            | 32  |
| 16 | Joep Overbeeke       | Yamaha YZF-R6  |                                            | 29  |
| 17 | Tom Kohnen           | Yamaha YZF-R6  |                                            | 29  |
| 18 | Jeroen Hilster       | Yamaha YZF-R6  |                                            | 28  |
| 19 | Rick Dunnik          | Yamaha YZF-R6  |                                            | 26  |
| 20 | Colin Velthuizen     | Yamaha YZF-R6  |                                            | 25  |
| 21 | Severin Bingisser    | Kawasaki ZX-6R | Kawasaki Schnock Team Motorex              | 15  |
| 22 | Milan Merckelbagh    | Yamaha YZF-R6  | Bonovo Action by MGM Racing                | 12  |
| 23 | Gabriel Noderer      | Kawasaki ZX-6R |                                            | 10  |
| 24 | Sandro Furter        | Kawasaki ZX-6R | Kawasaki Schnock Team Motorex              | 6   |
| 25 | Theo Clerc           | Yamaha YZF-R6  |                                            | 5   |
| 26 | Marc Buchner         | Yamaha YZF-R6  |                                            | 4   |
| 27 | Yves Stadelmann      | Yamaha YZF-R6  |                                            | 3   |

## Superstock 600

### Wissenswertes
- Die Klasse startete gemeinsam mit der Supersport 600, wurde aber getrennt gewertet.

### Rennergebnisse
|   | Datum  | Strecke        | Pole-Position        | Lauf | Platz 1         | Platz 2         | Platz 3           | Schn. Rennrunde      | Gesamtführung |
| - | ------ | -------------- | -------------------- | ---- | --------------- | --------------- | ----------------- | -------------------- | ------------- |
| 1 | 22.05. | Oschersleben   | Patrick Hobelsberger | 1    | Paul Fröde      | Noah Lequeux    | Kevin Michel      | Valentin Debise      | Paul Fröde    |
| 1 | 23.05. | Oschersleben   | Patrick Hobelsberger | 2    | Noah Lequeux    | Dominik Blersch | Philipp Stich     | Joep Overbeeke       | Noah Lequeux  |
| 2 | 12.06. | Most           | Patrick Hobelsberger | 1    | Paul Fröde      | Philipp Stich   | Dominik Blersch   | Patrick Hobelsberger | Noah Lequeux  |
| 2 | 13.06. | Most           | Patrick Hobelsberger | 2    | Paul Fröde      | Vojtech Schwarz | Noah Lequeux      | Patrick Hobelsberger | Noah Lequeux  |
| 3 | 24.07. | Schleiz        | Max Enderlein        | 1    | Paul Fröde      | Noah Lequeux    | Philipp Stich     | Patrick Hobelsberger | Paul Fröde    |
| 3 | 25.07. | Schleiz        | Max Enderlein        | 2    | Paul Fröde      | Noah Lequeux    | Dominik Blersch   | Patrick Hobelsberger | Paul Fröde    |
| 4 | 14.08. | Assen          | Glenn van Straalen   | 1    | Noah Lequeux    | Dominik Blersch | Paul Fröde        | Glenn van Straalen   | Paul Fröde    |
| 4 | 15.08. | Assen          | Glenn van Straalen   | 2    | Noah Lequeux    | Paul Fröde      | Till Belczykowski | Valentin Debise      | Noah Lequeux  |
| 5 | 28.08. | Red Bull Ring  | Patrick Hobelsberger | 1    | Dominik Blersch | Noah Lequeux    | Kevin Michel      | Rob Hartog           | Noah Lequeux  |
| 5 | 29.08. | Red Bull Ring  | Patrick Hobelsberger | 2    | Noah Lequeux    | Paul Fröde      | Dominik Blersch   | Valentin Debise      | Noah Lequeux  |
| 5 | 25.09. | Hockenheimring | Patrick Hobelsberger | 1    | Noah Lequeux    | Dominik Blersch | Kevin Michel      | Thomas Gradinger     | Noah Lequeux  |
| 5 | 26.09. | Hockenheimring | Patrick Hobelsberger | 2    | Noah Lequeux    | Dominik Blersch | Till Belczykowski | Patrick Hobelsberger | Noah Lequeux  |

### Fahrerwertung
| 1 | Noah Lequeux    | Yamaha YZF-R6    |                        | 261 |
| 2 | Paul Fröde      | Honda CBR 600 RR | ADAC Sachsen e.V       | 194 |
| 3 | Dominik Blersch | Yamaha YZF-R6    | ADAC Württemberg e. V. | 177 |
| 4 | Kevin Michel    | Yamaha YZF-R6    |                        | 140 |
| 5 | Philipp Stich   | Yamaha YZF-R6    |                        | 65  |
| 6 | Roy Voermans    | Yamaha YZF-R6    |                        | 50  |

## Supersport 300

### Rennergebnisse
| Nr. | Datum  | Rennen         | Pole-Position    | Lauf | Platz 1              | Platz 2              | Platz 3              | Schn. Rennrunde      | Gesamtführung    | Gesamtführung |
| Nr. | Datum  | Rennen         | Pole-Position    | Lauf | Platz 1              | Platz 2              | Platz 3              | Schn. Rennrunde      | Fahrer           | Konstrukteur  |
| --- | ------ | -------------- | ---------------- | ---- | -------------------- | -------------------- | -------------------- | -------------------- | ---------------- | ------------- |
| 1   | 22.05. | Oschersleben   | Marvin Siebdrath | 1    | Marvin Siebdrath     | Lennox Lehmann       | Twan Smits           | Luca de Vleeschauwer | Marvin Siebdrath | Kawasaki      |
| 1   | 22.05. | Oschersleben   | Marvin Siebdrath | 2    | Lennox Lehmann       | Dirk Geiger          | Luca de Vleeschauwer | Marvin Siebdrath     | Lennox Lehmann   | KTM           |
| 2   | 13.06. | Most           | Toni Erhard      | 1    | Walid Khan           | Lennox Lehmann       | Micky Winkler        | Twan Smits           | Lennox Lehmann   | KTM           |
| 2   | 13.06. | Most           | Toni Erhard      | 2    | Lennox Lehmann       | Dirk Geiger          | Luca de Vleeschauwer | Troy Beinlich        | Lennox Lehmann   | KTM           |
| 3   | 25.07. | Schleiz        | Dirk Geiger      | 1    | Dirk Geiger          | Micky Winkler        | Lennox Lehmann       | Dirk Geiger          | Lennox Lehmann   | KTM           |
| 3   | 25.07. | Schleiz        | Dirk Geiger      | 2    | Dirk Geiger          | Lennox Lehmann       | Marvin Siebdrath     | Luca de Vleeschauwer | Lennox Lehmann   | KTM           |
| 4   | 14.08. | Assen          | Tom Booth-Amos   | 1    | Tom Booth-Amos       | Dirk Geiger          | Marvin Siebdrath     | Dirk Geiger          | Lennox Lehmann   | KTM           |
| 4   | 15.08. | Assen          | Tom Booth-Amos   | 2    | Tom Booth-Amos       | Marvin Siebdrath     | Micky Winkler        | Marvin Siebdrath     | Lennox Lehmann   | KTM           |
| 5   | 29.08. | Red Bull Ring  | Micky Winkler    | 1    | Victor Steeman       | Lennox Lehmann       | Luca de Vleeschauwer | Twan Smits           | Lennox Lehmann   | KTM           |
| 5   | 29.08. | Red Bull Ring  | Micky Winkler    | 2    | Luca de Vleeschauwer | Marvin Siebdrath     | Leo Rammerstorfer    | Micky Winkler        | Lennox Lehmann   | KTM           |
| 6   | 26.09. | Hockenheimring | Dirk Geiger      | 1    | Lennox Lehmann       | Marvin Siebdrath     | Dirk Geiger          | Leo Rammerstorfer    | Lennox Lehmann   | KTM           |
| 6   | 26.09. | Hockenheimring | Dirk Geiger      | 2    | Dirk Geiger          | Luca de Vleeschauwer | Micky Winkler        | Dirk Geiger          | Lennox Lehmann   | KTM           |

### Fahrerwertung
| 1  | Lennox Lehmann       | KTM RC390R         | Freudenberg KTM World SSP Team             | 203 |
| 2  | Marvin Siebdrath     | Kawasaki Ninja 400 | Füsport – RT Motorsports by SKM – Kawasaki | 193 |
| 3  | Luca de Vleeschauwer | Kawasaki Ninja 400 | Füsport – RT Motorsports by SKM – Kawasaki | 180 |
| 4  | Dirk Geiger          | KTM RC390R         | Freudenberg KTM World SSP Team             | 169 |
| 5  | Micky Winkler        | Kawasaki Ninja 400 |                                            | 140 |
| 6  | Walid Khan           | KTM RC390R         | Freudenberg KTM World SSP Team             | 102 |
| 7  | Toni Erhard          | Kawasaki Ninja 400 | Roto-Store BRT                             | 90  |
| 8  | Leo Rammerstorfer    | KTM RC390R         | Freudenberg KTM World SSP Team             | 83  |
| 9  | Twan Smits           | Yamaha YZF-R3      |                                            | 83  |
| 10 | Troy Beinlich        | Kawasaki Ninja 400 | Roto-Store BRT                             | 82  |
| 11 | Sven Doornenbal      | KTM RC390R         |                                            | 60  |
| 12 | Oliver Svendsen      | Yamaha YZF-R3      |                                            | 48  |
| 13 | Mate Szamado         | Kawasaki Ninja 400 |                                            | 44  |
| 14 | Balazs Suranyi       | Kawasaki Ninja 400 |                                            | 39  |
| 15 | Thom Molenaar        | KTM RC390R         |                                            | 32  |
| 16 | Jorke Erwig          | Kawasaki Ninja 400 | Füsport – RT Motorsports by SKM – Kawasaki | 29  |
| 17 | Filip Feigl          | Kawasaki Ninja 400 |                                            | 25  |
| 18 | Jef van Calster      | Yamaha YZF-R3      |                                            | 23  |
| 19 | Lucy Michel          | Yamaha YZF-R3      | Team Suzuki Laux                           | 18  |
| 20 | Angelo Licciardi     | Kawasaki Ninja 400 |                                            | 16  |
| 21 | Valentin Folger      | Yamaha YZF-R3      |                                            | 10  |
| 22 | Marcel Blersch       | KTM RC390R         | ADAC Württemberg e. V                      | 9   |
| 23 | Luuk de Ruiter       | Yamaha YZF-R3      |                                            | 1   |
| 24 | Gasper Hudovernik    | Yamaha YZF-R3      |                                            | 1   |

### Konstrukteurswertung
| 1 | KTM      | 461 |
| 2 | Kawasaki | 410 |
| 3 | Yamaha   | 159 |

## Sidecar

### Wissenswertes
- In der Saison 2021 wurde der Titel nur noch in der Klasse bis 600 cm³ ausgefahren, die Gespanne bis 1000 cm³ durften trotzdem an den Rennen teilnehmen, waren jedoch nicht punkteberechtigt.

### Rennergebnisse
|   | Datum  | Strecke        | Pole-Position                   | Lauf | Platz 1                         | Platz 2                         | Platz 3                              | Schn. Rennrunde                 | Gesamtführung                |
| - | ------ | -------------- | ------------------------------- | ---- | ------------------------------- | ------------------------------- | ------------------------------------ | ------------------------------- | ---------------------------- |
| 1 | 12.06. | Most           | Josef Sattler / Luca Schmidt    | 1    | Mike Roscher / Anna Burkard     | Josef Sattler / Luca Schmidt    | Michael Grabmüller / Nicolas Bidault | Mike Roscher / Anna Burkard     | Josef Sattler / Luca Schmidt |
| 1 | 13.06. | Most           | Josef Sattler / Luca Schmidt    | 2    | Mike Roscher / Anna Burkard     | Josef Sattler / Luca Schmidt    | Markus Schwegler / Ondrej Kopecky    | Josef Sattler / Luca Schmidt    | Josef Sattler / Luca Schmidt |
| 2 | 24.07. | Schleiz        | Josef Sattler / Luca Schmidt    | 1    | Josef Sattler / Luca Schmidt    | Mike Roscher / Anna Burkard     | Peter Schröder / Manuel Hirschi      | Josef Sattler / Luca Schmidt    | Josef Sattler / Luca Schmidt |
| 2 | 25.07. | Schleiz        | Josef Sattler / Luca Schmidt    | 2    | Josef Sattler / Luca Schmidt    | Mike Roscher / Anna Burkard     | Michael Grabmüller / Nicolas Bidault | Josef Sattler / Luca Schmidt    | Josef Sattler / Luca Schmidt |
| 3 | 14.08. | Assen          | Tim Reeves / Kevin Rousseau     | 1    | Tim Reeves / Kevin Rousseau     | Bennie Streuer / Jeroen Remme   | Mike Roscher / Anna Burkard          | Tim Reeves / Kevin Rousseau     | Josef Sattler / Luca Schmidt |
| 3 | 15.08. | Assen          | Tim Reeves / Kevin Rousseau     | 2    | Bennie Streuer / Jeroen Remme   | Tim Reeves / Kevin Rousseau     | Mike Roscher / Anna Burkard          | Tim Reeves / Kevin Rousseau     | Josef Sattler / Luca Schmidt |
| 4 | 28.08. | Red Bull Ring  | Todd Ellis / Emmanuelle Clement | 1    | Todd Ellis / Emmanuelle Clement | Tim Reeves / Kevin Rousseau     | Markus Schlosser / Marcel Fries      | Todd Ellis / Emmanuelle Clement | Josef Sattler / Luca Schmidt |
| 4 | 19.08. | Red Bull Ring  | Todd Ellis / Emmanuelle Clement | 2    | Todd Ellis / Emmanuelle Clement | Tim Reeves / Kevin Rousseau     | Josef Sattler / Luca Schmidt         | Todd Ellis / Emmanuelle Clement | Josef Sattler / Luca Schmidt |
| 5 | 25.09. | Hockenheimring | Markus Schlosser / Marcel Fries | 1    | Tim Reeves / Kevin Rousseau     | Markus Schlosser / Marcel Fries | Bennie Streuer / Jeroen Remme        | Markus Schlosser / Marcel Fries | Josef Sattler / Luca Schmidt |
| 5 | 26.09. | Hockenheimring | Markus Schlosser / Marcel Fries | 2    | Markus Schlosser / Marcel Fries | Tim Reeves / Kevin Rousseau     | Josef Sattler / Luca Schmidt         | Tim Reeves / Kevin Rousseau     | Josef Sattler / Luca Schmidt |
| 6 | 03.10. | Oschersleben   | Tim Reeves / Kevin Rousseau     | 1    | Tim Reeves / Kevin Rousseau     | Bennie Streuer / Jeroen Remme   | Peter Kimeswenger / Kevin Kölsch     | Tim Reeves / Kevin Rousseau     | Josef Sattler / Luca Schmidt |
| 6 | 03.10. | Oschersleben   | Tim Reeves / Kevin Rousseau     | 2    | Tim Reeves / Kevin Rousseau     | Bennie Streuer / Jeroen Remme   | Josef Sattler / Luca Schmidt         | Bennie Streuer / Jeroen Remme   | Josef Sattler / Luca Schmidt |

### Fahrerwertung
| 1  | Josef Sattler      | Luca Schmidt                   | Adolf RS-Yamaha | Bonovo Action by MGM Racing | 201 |
| 2  | Tim Reeves         | Kevin Rousseau                 | Adolf RS-Yamaha | Bonovo Action by MGM Racing | 190 |
| 3  | Markus Schwegler   | Ondrej Kopecky                 | LCR-Yamaha      | Team Königswartha           | 156 |
| 4  | Bennie Streuer     | Jeroen Remme                   | Adolf RS-Yamaha | Bonovo Action by MGM Racing | 127 |
| 5  | Peter Kimeswenger  | Kevin Kölsch                   | LCR-Kawasaki    | SRT Kimeswenger – Kölsch    | 127 |
| 6  | Janez Remše        | Manfred Wechselberger          | Adolf RS-Yamaha | Remse Racing PSV Wels       | 107 |
| 7  | Wiggert Kranenburg | Klaus Knobloch / Jouk Hahn     | RCN-Kawasaki    | RCN Racing                  | 105 |
| 8  | Max Zimmermann     | Ferry Seegers / Julian Trummer | Adolf RS-Yamaha | Team Zimmermann Racing      | 99  |
| 9  | Markus Schlosser   | Marcel Fries                   | LCR-Yamaha      | Team Schlosser              | 81  |
| 10 | Dean Nicholls      | Ronja Mahl                     | LCR-Honda       | TSR Racing                  | 55  |
| 11 | Jakob Rutz         | Clement Coil                   | LCR-Yamaha      | Sidecar Racing Team Rutz    | 53  |
| 12 | Michael Grabmüller | Nicolas Bidault                | LCR-Yamaha      | Delta Racing                | 51  |
| 13 | Franz Kapeller     | Markus Billich                 | Adolf RS-Yamaha | KapXRacing                  | 47  |
| 14 | Wout Vermeule      | Jorno Bouius                   | Adolf RS-Yamaha | Halo / Delmenco             | 41  |

## Rahmenrennen
- Im Rahmen der Internationalen Deutschen Motorradmeisterschaft 2021 wurden der Twin-Cup, der Pro Superstock Cup, der Northern Talent Cup und der Yamaha R3 bLU cRU Cup ausgetragen.